# Тутов
Тутов (њем. Tutow) општина је у њемачкој савезној држави Мекленбург-Западна Померанија. Једно је од 69 општинских средишта округа Демин. Према процјени из 2010. у општини је живјело 1.241 становника. Посједује регионалну шифру (AGS) 13052078.

## Географски и демографски подаци
Тутов се налази у савезној држави Мекленбург-Западна Померанија у округу Демин. Општина се налази на надморској висини од 8 метара. Површина општине износи 6,0 km². У самом мјесту је, према процјени из 2010. године, живјело 1.241 становника. Просјечна густина становништва износи 205 становника/km².